# Umberto I.

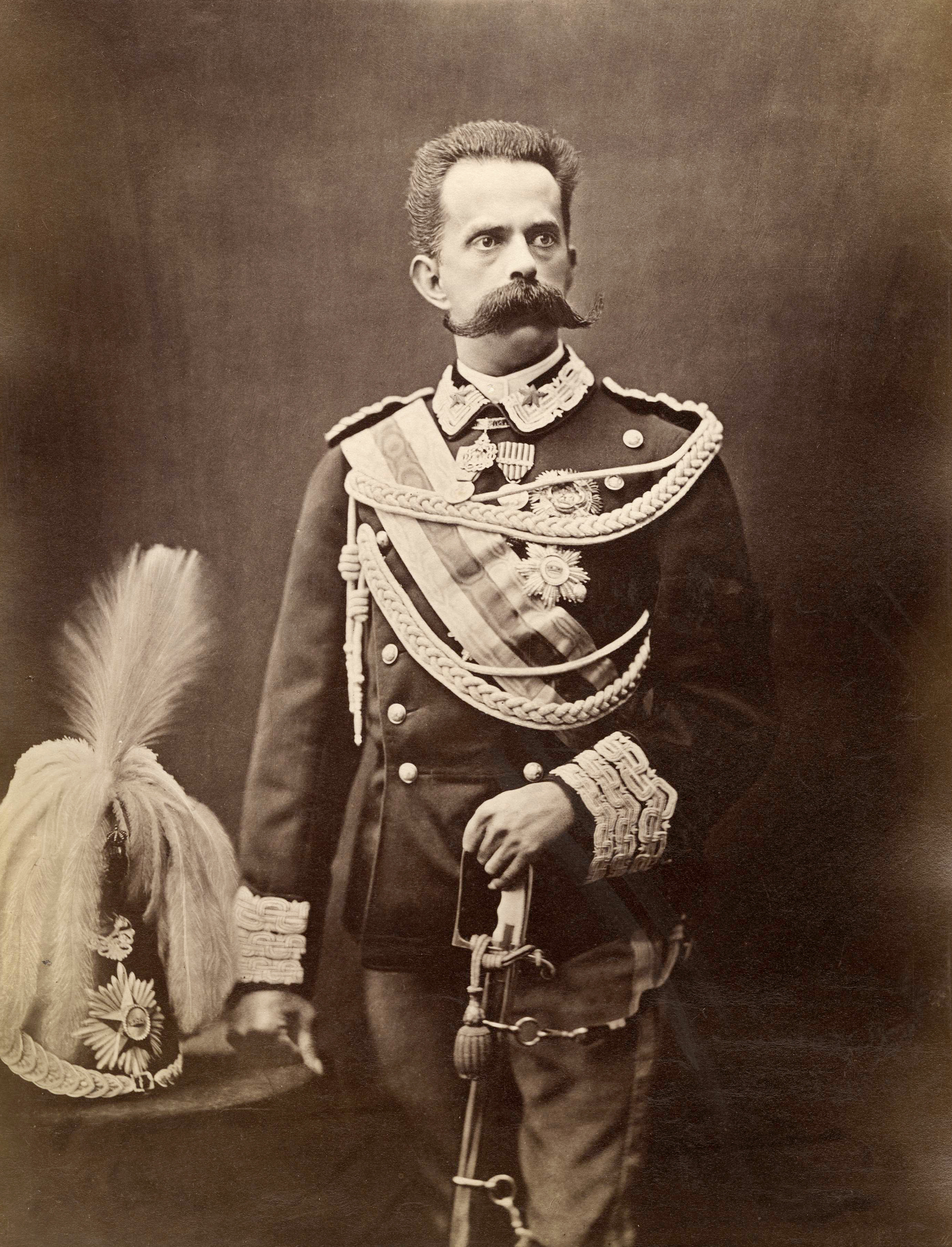
König Umberto I. von Italien (1882)

Umberto I. (dt. auch Humbert I.), mit vollem Namen Umberto Rainerio Carlo Emanuele Giovanni Maria Ferdinando Eugenio di Savoia (* 14. März 1844 in Turin; † 29. Juli 1900 in Monza), entstammte dem Hause Savoyen und war von 1878 bis 1900 König von Italien.

## Herkunft und Jugend
Umberto wurde am 14. März 1844 in Turin als ältester Sohn des Kronprinzen Viktor Emanuel und dessen Ehefrau Adelheid von Österreich geboren. Sein Vater bestieg 1849 als Viktor Emanuel II. den Thron des Königreichs Sardinien und der erst fünfjährige Umberto wurde neuer Kronprinz. In der Folge erhielt er eine zeitgemäße und standesgemäße Erziehung. Der Privatunterricht stand unter der Leitung des Schriftstellers Massimo d’Azeglio und Pasquale Stanislao Mancini.

## Als Kronprinz

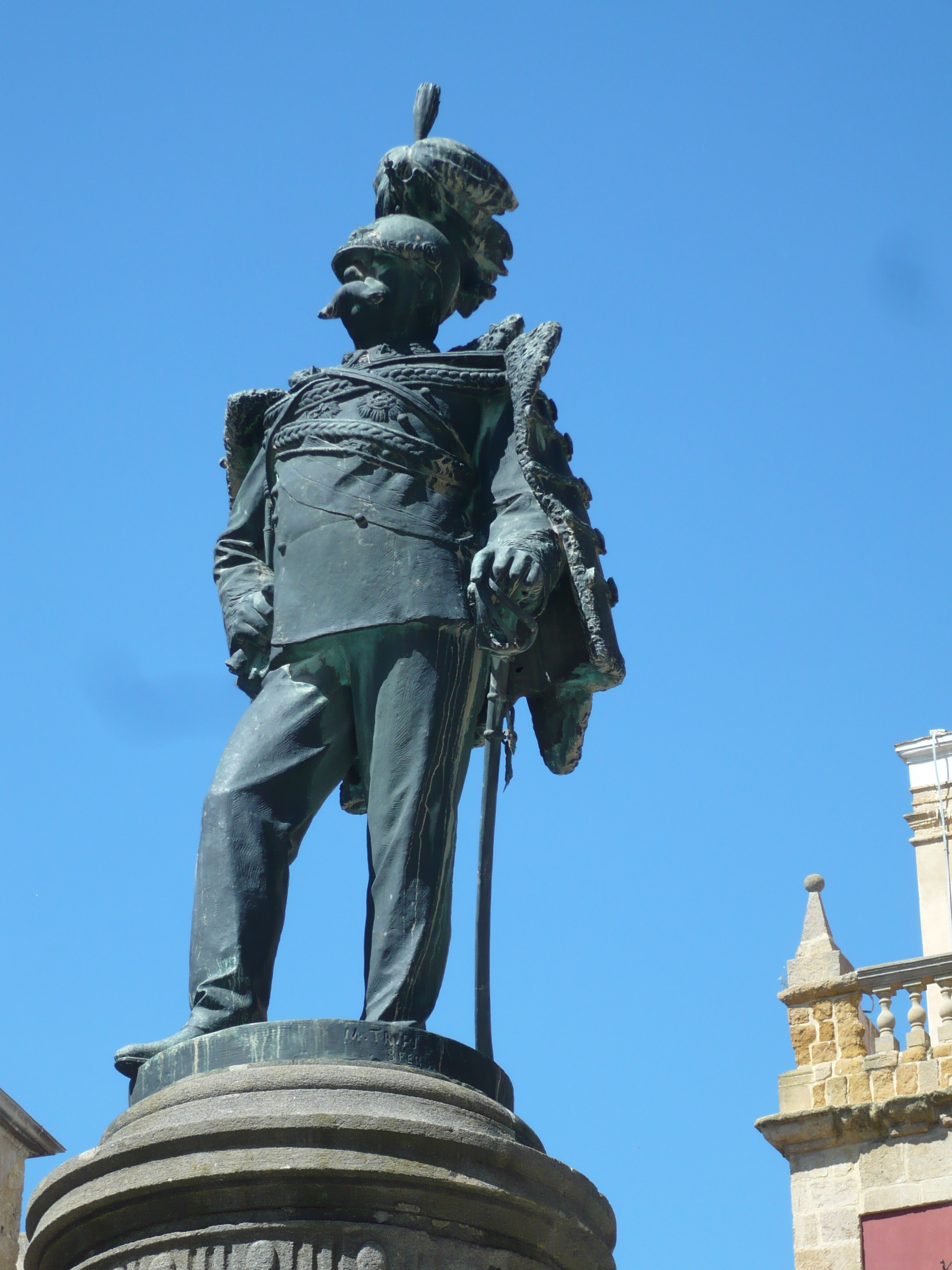
Corso Umberto I in Caltanissetta: Bronzedenkmal für Umberto I. (1910, 1922 hier aufgestellt)

Im März 1858 trat der 14-jährige Kronprinz als Hauptmann in die piemontesisch-sardische Armee ein und begann unter der Anleitung von Agostino Ricci eine Offizierslaufbahn. Und schon bald musste sich Umberto als Offizier in den italienischen Einigungskriegen beweisen. Im Zuge der italienischen Einigungsbewegung (Risorgimento), an dessen Spitze sich sein Vater und Ministerpräsident Camillo Benso von Cavour setzten, kam es zum kriegerischen Konflikt mit Österreich. 1859 nahm Umberto an der siegreichen Schlacht von Solferino teil. Durch diese entscheidende Schwächung Österreichs konnte sich sein Vater am 17. März 1861 in Turin offiziell zum König von Italien proklamieren und Umberto stieg somit zum Kronprinzen des geeinten Landes auf.
Noch war der neu geschaffene Nationalstaat nicht befriedet; 1866 kam es zum Dritten Unabhängigkeitskrieg gegen Österreich, den Italien an der Seite Preußens bestritt. In der Schlacht bei Custozza befehligte Kronprinz Umberto am äußeren rechten Flügel die 16. Division. Als sich bei Villafranca eine italienische Niederlage abzeichnete, deckte Umberto mit seinen Einheiten den Rückzug des 3. Corps des Generals Enrico Morozzi della Rocca und verhinderte so hohe italienische Verluste. Letztendlich musste Österreich Venetien an Italien abtreten.
Im September 1870 eroberte das Königreich Italien den Kirchenstaat und Rom. Nun standen fast alle italienisch besiedelten Gebiete unter italienischer Hoheit. Zum Dank für seine hervorragenden militärischen Leistungen wurde Umberto von Viktor Emanuel II. zum Generalleutnant befördert und zum Oberbefehlshaber der römischen Garnison ernannt.
Auch politisch erlangte Umberto zunehmend an Bedeutung. Sein Besuch mit Ehefrau Margarethe am kaiserlichen Hof zu Berlin zur Taufe der jüngsten Tochter des Deutschen Kronprinzen im Juni 1872 bahnte ein freundschaftliches Verhältnis zwischen der hohenzollernschen und der savoyischen Dynastie sowie dem deutschen und dem italienischen Volk an.

## Ehe und Nachkommen

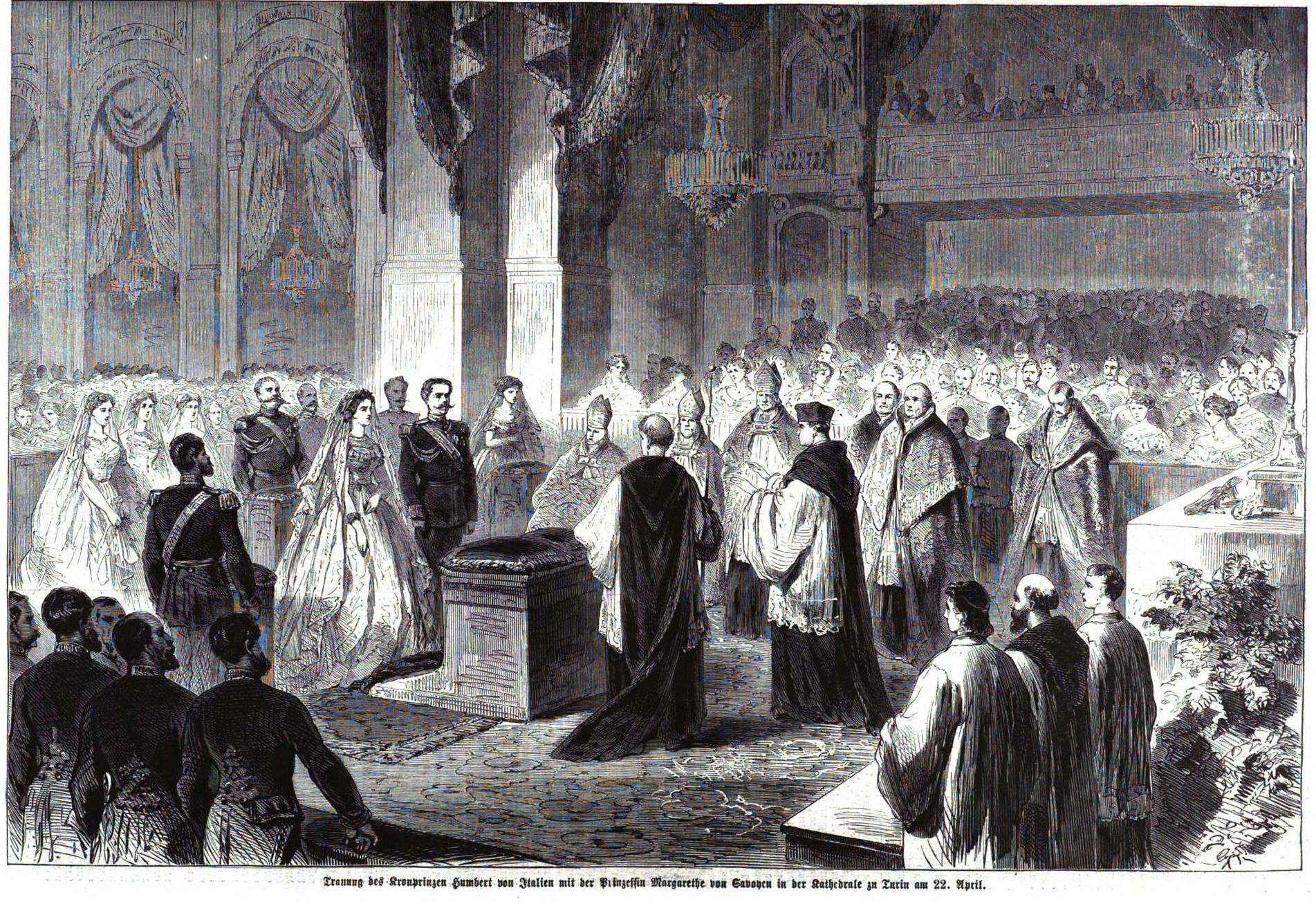
Die Trauung von Umberto I. und seiner Cousine Margarethe am 22. April 1868 in der Kathedrale von Turin

Die Suche nach einer standesgemäßen Ehefrau für Umberto gestaltete sich problematisch, da die alten europäischen Adelshäuser zunächst Abstand von einer Verbindung mit den „Emporkömmlingen“ nahmen. Dazu trug auch der Konflikt mit dem Papsttum bei, der nach der Auflösung des Kirchenstaates entflammt war. So kamen für Umberto nur wenige katholische Bräute in Frage, so dass er am 22. April 1868 schließlich seine Cousine ersten Grades, Margarethe von Savoyen (* 20. November 1851; † 4. Januar 1926), Tochter des Ferdinand von Savoyen-Carignan, Herzog von Genua, heiraten musste. Mit ihr bekam er einen Sohn, den Thronfolger Viktor Emanuel (später König Viktor Emanuel III.).

## Als König (1878 bis 1900)
Nach dem Tod seines Vaters am 9. Januar 1878 bestieg Umberto als König von Italien und Herzog von Savoyen den Thron. Er nahm nicht den Titel Umberto IV. von Savoyen an, sondern nannte sich Umberto I. Er willigte ein, dass die sterblichen Überreste seines Vaters im Pantheon beigesetzt werden sollten und nicht im königlichen Mausoleum in der Basilika von Superga bei Turin. Dies wurde als Zeichen gewertet, dass Rom die neue Hauptstadt Italiens wurde. Umbertos Haltung gegenüber dem Heiligen Stuhl war nicht kompromissbereit, sondern er erklärte Rom für „unberührbar“ und bekräftigte die Dauerhaftigkeit des italienischen Besitzes an der „Ewigen Stadt“, die für ihn ein Symbol der nationalen Einheit war.
Als neuer König machte Umberto eine Rundreise durch sein Land und kam am 17. November 1878 nach Neapel. Während der Parade durch die Stadt wurden er und Ministerpräsident Benedetto Cairoli von dem Anarchisten Giovanni Passannante mit einem Säbel angegriffen. Der König wurde nur leicht verletzt und der Attentäter wurde zum Tode verurteilt, obwohl das Gesetz die Todesstrafe nur bei der Ermordung des Königs erlaubte. Umberto I. wandelte die Strafe in eine lebenslange Zuchthausstrafe um.

### Innenpolitik

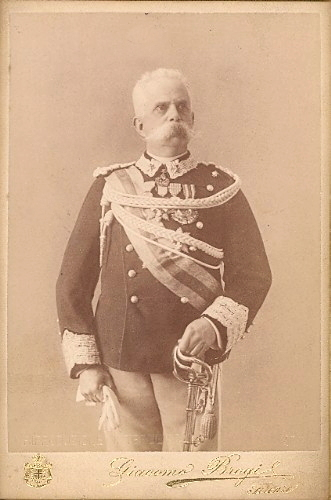
Umberto I. um 1895

Umberto I. regierte ganz im Geiste seines Vaters streng konstitutionell, stellte aber die finanzielle Ordnung in der Zivilliste wieder her und galt nebst seiner Gemahlin als Beispiel „feinster Bildung und wahrhaft vornehmer, edler Haltung“.
Doch innenpolitisch war die Regierungszeit Umbertos I. eine Zeit des gesellschaftlichen Umbruchs unter dem Zeichen der „sozialen Frage“. Soziale Spannungen im neu gegründeten Königreich traten offen zu Tage. Die Sozialisten standen im Gegensatz zur außenpolitischen Expansionspolitik. Ministerpräsident Francesco Crispi finanzierte die italienische Kolonialpolitik mit Steuererhöhungen und staatlichen Sparmaßnahmen, wodurch sich die Gegnerschaft zur Arbeiterschaft weiter verschärfte. Die konservative Regierung reagierte mit der Beschneidung bürgerlicher Freiheiten. Deshalb verabscheuten Linke, Anarchisten und selbst manche Liberale den König. Diese Gegensätze gipfelten im Bava-Beccaris-Massaker von Mailand. Am 7. Mai 1898 kam es in Mailand zu Massendemonstrationen wegen ständig steigender Brotpreise. General Fiorenzo Bava Beccaris schlug die Demonstration mit Waffengewalt nieder, was je nach Angaben zwischen 82 und 300 Tote forderte. Umberto gratulierte dem General in einem Telegramm und zeichnete ihn mit einem Orden aus, was zu großer Empörung in weiten Teilen der Bevölkerung führte.
Am 1. Januar 1900 erließ Umberto I. anlässlich der Jahrhundertwende eine Amnestie für Verbrechen gegen die öffentliche Sicherheit und die Pressegesetze, für Vergehen gegen die Freiheit der Arbeit und für politische Straftaten.

### Außenpolitik
Bündnispolitisch war Italien Teil des Dreibundes mit dem Deutschen Reich und Österreich-Ungarn. Immer wieder besuchte der Monarch Berlin und Wien, um die guten Beziehungen zu Wilhelm II. und Franz Joseph I. zu festigen. Kritik rief die Verbindung mit Österreich-Ungarn hervor, da die Habsburger mit Südtirol und Istrien Gebiete innehatten, die Italien beanspruchte.
Nationalistische Kreise sahen Italiens Einigung als noch nicht abgeschlossen an (Irredentismus); sie forderten Südtirol, Triest und Istrien von Österreich-Ungarn. Nicht zuletzt um diese nationalistische Agitation in eine andere Richtung abzulenken, forcierte Umberto die Kolonialexpansion Italiens. Er war ein Vertreter des Imperialismus und forderte für sein Königreich Kolonien in Übersee, um nicht hinter den anderen Großmächten Europas zurückstehen zu müssen.
1885 besetzten italienische Truppen die Stadt Massaua und schufen damit den Grundstein zur späteren Kolonie Eritrea. Von hier aus weiteten die Italiener ihren Einfluss auf Somalia aus und Umberto wurde nachgesagt, er strebe die Errichtung eines großen Imperiums in Nordostafrika an. Die katastrophale Niederlage der italienischen Invasionstruppen in der Schlacht von Adua in Abessinien 1896 dämpfte jedoch diese Ambitionen. Daraufhin griff König Umberto entgegen den ihm von der Verfassung auferlegten Beschränkungen in die Regierung ein. Im Sommer 1900 war die italienische Marine Teil der Acht-Nationen-Allianz, die den Boxeraufstand im Kaiserreich China niederschlug. Daraus resultierte für Italien eine Handelskonzession mit der chinesischen Stadt Tianjin.

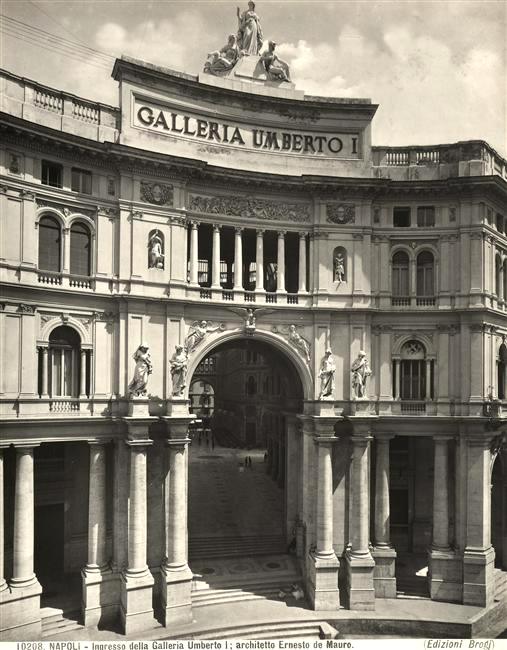
Einkaufspassage Galleria Umberto I in Neapel (um 1890)

## Ermordung
Am 29. Juli 1900 besuchte König Umberto die Stadt Monza. Unterwegs war er in einer offenen Kutsche, als der Anarchist Gaetano Bresci aus der jubelnden Menge am Straßenrand viermal mit einem Revolver auf den König feuerte und ihn dreimal traf. Noch am gleichen Tag erlag Umberto I. seinen Verletzungen und verstarb 56-jährig. Der Attentäter erklärte, sein Verhalten sei ein Racheakt für den Umgang Umbertos mit dem Bava-Beccaris-Massaker.
Beigesetzt wurde Umberto I. am 9. August 1900 im Pantheon in Rom, an der Seite seines Vaters. Er ist der zweite und letzte Savoyer, der dort begraben wurde. Sein Sohn, Viktor Emanuel III., starb 1947 im ägyptischen Exil, wurde dort beigesetzt und 2017, ebenso wie seine Gattin, Königin Elena, in das Santuario di Vicoforte (Piemont) überführt.

## Nachruf

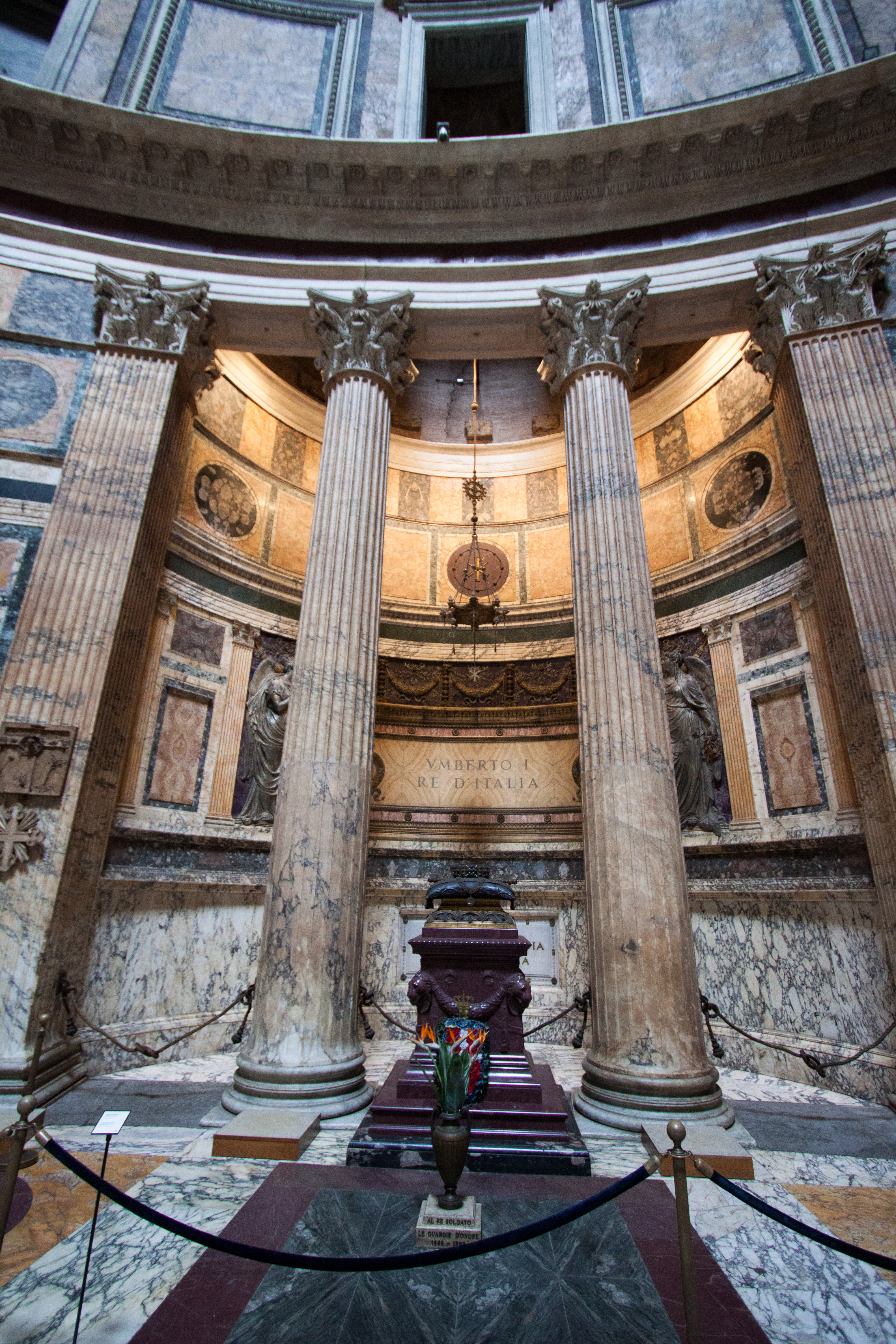
Grabstätte im Pantheon in Rom

Fritz von Ostini, der Chefredakteur der in München erscheinenden Zeitschrift Jugend, widmete Umberto I. im August 1900 (Heft 33, S. 567) ein Nachruf-Sonett:

„Ein reiner Mensch, der jedes Herz gewann!

Ein Fürst voll Hoheit, edel, stark und schlicht,

Der nie auf And’res, denn auf seine Pflicht

Und seines Landes Glück und Ruhe sann!

Der half, wo guter Wille helfen kann

Und Sorgen brach, wo Liebe Sorgen bricht!

Den Selbstsucht nie geblendet hat und nicht

Berauscht die Macht hat – jeder Zoll ein Mann! –

Und i h m hat sich ein Mörder doch genaht,

Ein wüster Narr, dess rohen Unverstand

Der Königskrone lichter Schein verdross!

So ohne Grenzen hässlich ist die That,

Dass kaum der Schmerz darüber Thränen fand,

Weil Zorn und Staunen ihren Born verschloss.“